# فاي (نيفادا)
فاي هي مدينة أشباح (مَدينة مَهجورة) في مقاطعة لينكولن، نيفادا، الولايات المتحدة. 
كان مكتب بريد فاي يعمل مُنذ سبتمبر 1900 واستمر لغايَّة يوليو 1924. 
في عام 1910، كان عدد سكان منطقة فاي 99 (تسعة وتسعون) شَخصًا فقط.

## مشاهير
- دار اتش آلكر [الإنجليزية]، جنرال القوات الجوية الأمريكية، وُلِدَ في فاي. [4]

## روابط خارجية
- فاي (على موقع ghosttowns.com)